# Дегтярёв, Николай Васильевич (тренер)
Николай Васильевич Дегтярёв (укр. Микола Васильович Дегтярьов; род. 20 марта 1951, Ворошиловград) — советский и украинский тренер по спортивной гимнастике; Заслуженный тренер Украинской ССР и СССР, Заслуженный работник физической культуры и спорта Украины.

## Биография
Родился 20 марта 1951 года в Луганске.
Окончил Луганский государственный педагогический институт. С 1980 года работает учителем по спортивной гимнастике Луганского областного высшего училища физической культуры и спорта.
На тренерской работе подготовил семь мастеров спорта по спортивной гимнастике. Его лучший воспитанник — Григорий Мисютин — Заслуженный мастер спорта СССР и Украины, абсолютный чемпион мира 1991 года, чемпион Олимпийских игр в Барселоне 1992 года в командном зачете. Проживает в Луганске.
Занимается судейской работой — был главным судьёй соревнований «На кубок Заслуженного тренера СССР Анатолия Петровича Шемякина» по спортивной гимнастике среди юношей.
Почётный гражданин Луганска (1992).